# Doubt & Trust 〜ダウト&トラスト〜
「Doubt & Trust 〜ダウト&トラスト〜」（ダウト アンド トラスト）は2007年10月31日にリリースされたaccessの16thシングル。発売元はソニー・ミュージックアソシエイテッドレコーズ。

## 概要
テレビ東京系アニメ『D.Gray-man』オープニングテーマ。累計売上は2.7万枚を記録した。通常盤と初回生産限定盤の2形態で発売され、それぞれ異なるカップリング曲が収録されているほか、初回生産限定版にはDoubt & Trust 〜ダウト&トラスト〜のライブ映像（access TOUR 2007 -binary engine- 神奈川県民ホール公演）を収録したDVD、『D.Gray-man』描き下ろしワイドキャップステッカーが付属している。

## 収録曲

### 初回限定盤
1. Doubt & Trust 〜ダウト&トラスト〜
  - 作詞：井上秋緒　作曲・編曲：浅倉大介
2. Doubt & Trust 〜ダウト&トラスト〜 (DAwnforce mix)
  - 作詞：井上秋緒　作曲・編曲：浅倉大介
3. Doubt & Trust 〜ダウト&トラスト〜 (Instrumental)

### 通常盤
1. Doubt & Trust 〜ダウト&トラスト〜
2. GONNA BE
  - 作詞：貴水博之　作曲・編曲：浅倉大介
3. Doubt & Trust 〜ダウト&トラスト〜 (Instrumental)

## 収録アルバム
- 『access Best Selection』
- 『Secret Cluster』（初回限定盤A）

- 『access Best ～double decades + half～』

1. 1 2  オリコンランキング情報サービス you大樹
2. ↑  第52話 - 第76話（2007年10月2日 - 2008年3月25日放送分）